# La Ribera

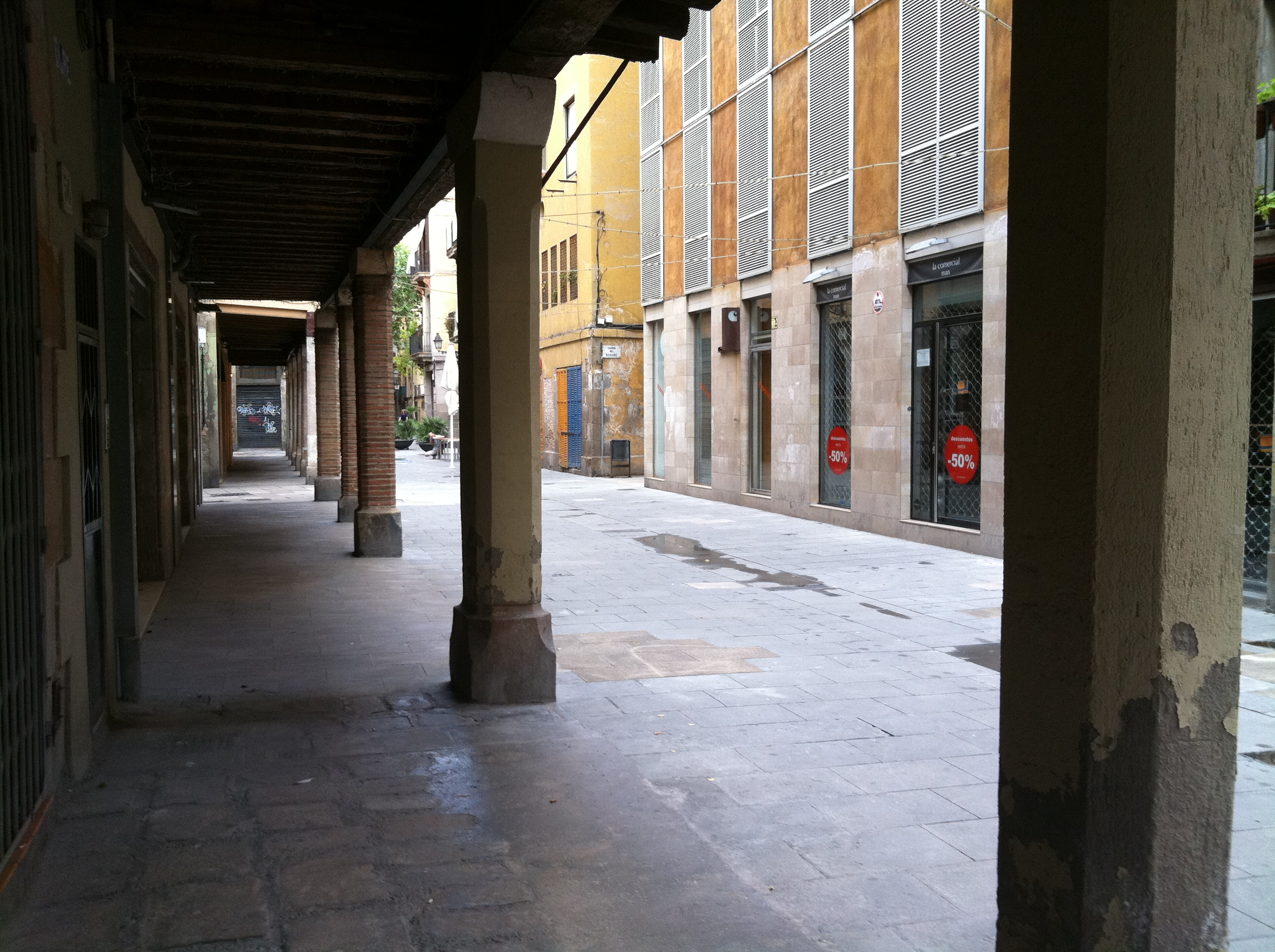
Carrer del Rec

La Ribera è un quartiere di Barcellona che, insieme agli storici quartieri di Sant Pere e Santa Caterina, fa parte del distretto della Ciutat Vella.

## Storia
La Ribera è stato il centro economico della città tra il XIII e il XV secolo, quando i mercanti edificarono i loro grandi palazzi.
Il quartiere perse importanza nel XVI secolo quando il centro degli affari si spostò verso il vecchio quartiere de La Mercè e il nuovo porto. Metà del quartiere venne quindi demolita nel 1714, dopo la sconfitta catalana nella Guerra di successione spagnola, per permettere la costruzione de La Ciutadella e le grandi spianate difensive intorno. La Ciutadella venne quindi demolita nel XIX secolo e le spianate vennero urbanizzate con la costruzione del Parc de la Ciutadella e dell'antico mercato del Born.

## Monumenti e luoghi d'interesse
- Santa Maria del Mar
- Mercato del Born
- Parc de la Ciutadella